# 斎院中将
斎院中将（さいいんのちゅうじょう、生没年不詳）は、平安時代の歌人。大斎院中将とも。

## 略歴
斎院司長官 源為理の娘で、母は播磨と呼ばれる女房で和泉式部の妹とされる。選子内親王に仕えた。
藤原惟規の恋人であり、『十訓抄』や『今昔物語集』では惟規が斎院中将のもとに夜な夜な通い、ある夜それを警護の者に見とがめられた説話が残っている。『後拾遺和歌集』などに歌が残されている。